# Geotrygon albifacies
Geotrygon albifacies là một loài chim trong họ Columbidae.